# Greg Wiltjer
Greg Wiltjer, né le 26 novembre 1960 à Whitehorse dans le Yukon, est un ancien joueur professionnel canadien de basket-ball.

## Biographie
Il ne foule jamais les parquets NBA bien que testé en pré-saison les Bulls, les Pacers, les Clippers et les Cavaliers.
Il a joué dans plusieurs tournois importants avec l'équipe du Canada de basket-ball dont les Jeux olympiques d'été de 1984 et les championnats du monde de basket-ball 1986 et 1994, ainsi que la Coupe Saporta de basket-ball avec le FC Barcelone.
Son fils Kyle est aussi joueur professionnel de basket-ball.